# Wimberley (Texas)
Wimberley es una ciudad ubicada en el condado de Hays en el estado estadounidense de Texas. En el Censo de 2010 tenía una población de 2626 habitantes y una densidad poblacional de 113,22 personas por km².

## Geografía
Wimberley se encuentra ubicada en las coordenadas 29°59′5″N 98°5′26″O / 29.98472, -98.09056. Según la Oficina del Censo de los Estados Unidos, Wimberley tiene una superficie total de 23.19 km², de la cual 23.19 km² corresponden a tierra firme y (0%) 0 km² es agua.

## Demografía
Según el censo de 2010, había 2626 personas residiendo en Wimberley. La densidad de población era de 113,22 hab./km². De los 2626 habitantes, Wimberley estaba compuesto por el 93.49% blancos, el 0.5% eran afroamericanos, el 1.49% eran amerindios, el 0.27% eran asiáticos, el 0% eran isleños del Pacífico, el 2.78% eran de otras razas y el 1.49% pertenecían a dos o más razas. Del total de la población el 11.2% eran hispanos o latinos de cualquier raza.